# Cristóvão de São Boaventura
Cristóvão de São Boaventura, O.F.M. Ref. (Guimarães, 16 de novembro de 1728 - São Nicolau, 29 de abril de 1798) foi um frei franciscano e prelado português da Igreja Católica, que serviu como bispo de Santiago de Cabo Verde.

## Biografia
Frei professo da Ordem dos Frades Menores Reformados, foi ordenado diácono em 23 de dezembro e ordenado padre em 26 de dezembro de 1752.
Em 1 de setembro de 1784 foi proposto pela rainha Dona Maria I para bispo de Santiago de Cabo Verde e teve seu nome aprovado pela Santa Sé em 14 de fevereiro de 1785. Recebeu a ordenação episcopal em 1 de maio do mesmo ano, na Igreja de São Francisco de Lisboa, por Dom António Caetano Maciel Calheiros, arcebispo auxiliar de Lisboa, coadjuvado por Dom José da Avé-Maria Leite da Costa e Silva, O.SS.T. bispo de Angra e por Dom Caetano da Anunciação Brandão, T.O.R., bispo do Pará. Fez entrada solene na diocese em 10 de dezembro de 1781.
Chegou à diocese em 1786. Fixou residência na Ilha de São Nicolau e argumentava que a sede da catedral devia ser transferida para esta ilha, já que a capital na Ribeira Grande nada mais era que um "montão de ruínas, semelhante ao que se viu nesta corte depois do terremoto.
Fundou escolas de gramática latina e teologia moral em São Nicolau, onde lecionava pessoalmente e também reedificou a matriz na Ribeira da Prata, junto da qual construiu o paço episcopal, além de ter mandado construir várias obras públicas na ilha, como um poço ali, a estrada que lhe dava acesso e obras no porto da Preguiça. Também introduziu na ilha oficinas de carpinteiros e pedreiros, além de trazer mestres para o ensino desses ofícios vindos de Portugal.
Quanto ao clero, informou que não existia naquele momento um único sacerdote oriundo da metrópole e quanto aos padres locais os considerava "um bando de ignorantes, bêbedos, concubinários e cheios de filhos", "lobos das suas ovelhas", pelo que ordenou 16 estudantes "com bem pouca consciência", além de ter se negado a dar ordens sacras a muitos outros. Já que de fora não vinha clero e o que existia não servia, mandou oito ordinandos dos que considerava mais aptos para serem instruídos nos colégios de Pina Manique, para posteriormente poderem seguir cursos na Universidade de Coimbra e voltar a Cabo Verde.
Quando da fome de 1792 mandou um navio à sua custa à Guiné e à América do Norte para buscar milho. Foi responsável pela construção de várias novas igrejas, entre as quais a de Santo António em Pombas, São João Batista no porto do Carvoeiro, Santo Crucifixo em Coculi e São Pedro Apóstolo em Chã de Igreja da Garça.
Morreu em 29 de abril de 1798 e foi sepultado na igreja paroquial da Ribeira Brava.